# Trient
Trient (/tʀiɛ̃/) est une commune suisse du canton du Valais, située dans le district de Martigny.
Au sud du village de Trient se trouve le glacier du Trient, source de la rivière du même nom, laquelle traverse les gorges mystérieuses de Tête Noire plus en aval sur le territoire de la commune.

## Géographie
Le territoire de Trient est vaste et se situe dans la haute vallée du Trient, en rive gauche du Rhône et sur la route du col de la Forclaz, faisant frontière avec la France. La commune comprend 22 hameaux, dont Gillot, le chef-lieu, et Les Jeurs. La commune mesure 39,56 km2

## Toponymie
La commune de Trient, dont le nom se prononce /tʀiɛ̃/, porte le nom de la vallée du Trient. L'origine de ce nom n'est pas connu. Il est attesté entre 1025 et 1031 sous la forme « Trioncia », en 1298 « Triens » et en 1377 « Trient ».

## Histoire
En 1377, l'évêque de Sion donne à Nantelme, vidomne de Martigny, la forêt et la mine de fer de Trient. Les Jeurs forment vers 1350 une petite communauté, tout en appartenant au quartier de Martigny-Combe ; le hameau de Trient n'est à l'origine qu'un mayen. La commune naît officiellement en 1900, après avoir décidé en votation populaire de se séparer de Martigny-Combe en 1899.
Au spirituel, Trient relève d'abord de Martigny, bien qu'une chapelle aurait existé en 1286 déjà — une chapelle est attestée aux Jeurs en 1657 également. Un rectorat est érigé en 1830, puis une paroisse en 1868. La séparation n'est complète qu'en 1893, date de la construction de l'église. En 1878, la commune compte trois écoles, une à Trient, les autres aux Jeurs (fermée en 1948, actuelle bibliothèque) et à Litroz. Outre l'élevage, les habitants exploitent la glace du glacier du Trient dans la seconde moitié du XIXe siècle. Le tourisme d'été se développe entre 1870 et 1906 avec la construction de sept hôtels. La nouvelle route de la Forclaz, reliant Martigny à Chamonix, est ouverte en 1957, remplaçant celle du XIXe siècle, qui avait elle-même succédé à un sentier muletier.

## Population et société

### Gentilé et surnom
Les habitants de la commune se nomment les Triennards ou les Treyennards.
Ils sont surnommés les Boyards, soit les bergers en patois valaisan.

### Démographie

#### Évolution de la population
Trient compte 160 habitants au 31 décembre 2022 pour une densité de population de 4 hab/km2. Sur la période 2010-2019, sa population a augmenté de 12,2 % (canton : 10,5 % ; Suisse : 9,4 %).  

#### Pyramide des âges
En 2020, le taux de personnes de moins de 30 ans s'élève à 30,2 %, au-dessous de la valeur cantonale (31,7 %). Le taux de personnes de plus de 60 ans est quant à lui de 27,1 %, alors qu'il est de 26,6 % au niveau cantonal.
La même année, la commune compte 83 hommes pour 80 femmes, soit un taux de 50,9 % d'hommes, supérieur à celui du canton (49,6 %).
| Hommes | Classe d’âge | Femmes |
| ------ | ------------ | ------ |
| 0,0    | 90 ans ou +  | 1,3    |
| 10,8   | 75 à 89 ans  | 10,0   |
| 14,5   | 60 à 74 ans  | 17,5   |
| 33,7   | 45 à 59 ans  | 21,3   |
| 13,3   | 30 à 44 ans  | 17,5   |
| 15,7   | 15 à 29 ans  | 13,8   |
| 12,0   | - de 14 ans  | 18,8   |

| Hommes | Classe d’âge | Femmes |
| ------ | ------------ | ------ |
| 0,5    | 90 ans ou +  | 1,2    |
| 7,5    | 75 à 89 ans  | 9,4    |
| 16,8   | 60 à 74 ans  | 17,7   |
| 22,2   | 45 à 59 ans  | 21,7   |
| 20,3   | 30 à 44 ans  | 19,4   |
| 17,7   | 15 à 29 ans  | 16,6   |
| 14,9   | - de 14 ans  | 14,1   |

## Culture et patrimoine

### Dans la culture populaire
Le premier atterrissage sur glacier en Valais a eu lieu sur le glacier du Trient : c'est l'aviateur allemand Ernst Udet qui a réalisé cet exploit dans le cadre du tournage du film Tempête sur le mont Blanc avec comme actrice Leni Riefenstahl, future cinéaste d'Adolf Hitler.

### Héraldique
| Blason | Blasonnement : « D'azur au massif de montagnes de sinople, un chamois d'argent brochant, arrêté sur un sol du second. » |

Les armoiries de Trient sont modernes.